# Список померлих 2002 року
Це список значимих людей, що померли 2002 року, упорядкований за датою смерті.

## Січень
3 січня — Альфред Гайнекен, голландський підприємець і пивовар (*1923)
8 січня — Прохоров Олександр Михайлович, радянський фізик, лауреат Нобелівської премії з фізики за 1964 рік (*1916)
12 січня — Сайрус Венс, американський державний діяч, Держсекретар США (*1917)
17 січня — Каміло Хосе Села, іспанський письменник і публіцист, лауреат Нобелівської премії з літератури 1989 (*1916)
17 січня — Едді Медуза, шведський композитор, автор пісень, комік, співак і мультиінструменталіст (*1948)
19 січня — Вава, бразильський футболіст (*1934)
20 січня — Карабиць Іван Федорович, український композитор, диригент, музично-громадський діяч (*1945)
21 січня — Пеггі Лі, американська джазова співачка, автор пісень і акторка (*1920)
23 січня — Роберт Нозік, американський філософ російсько-єврейського походження (*1938)
23 січня — П'єр Бурдьє, французький соціолог і філософ (*1930)
28 січня — Астрід Ліндґрен, шведська дитяча письменниця (*1907)

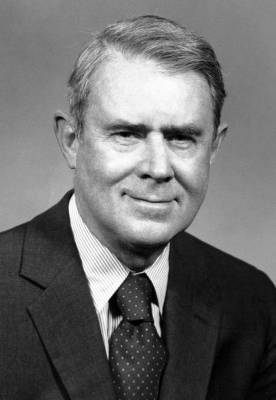
Сайрус Венс
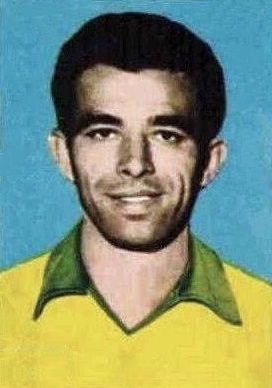
Вава
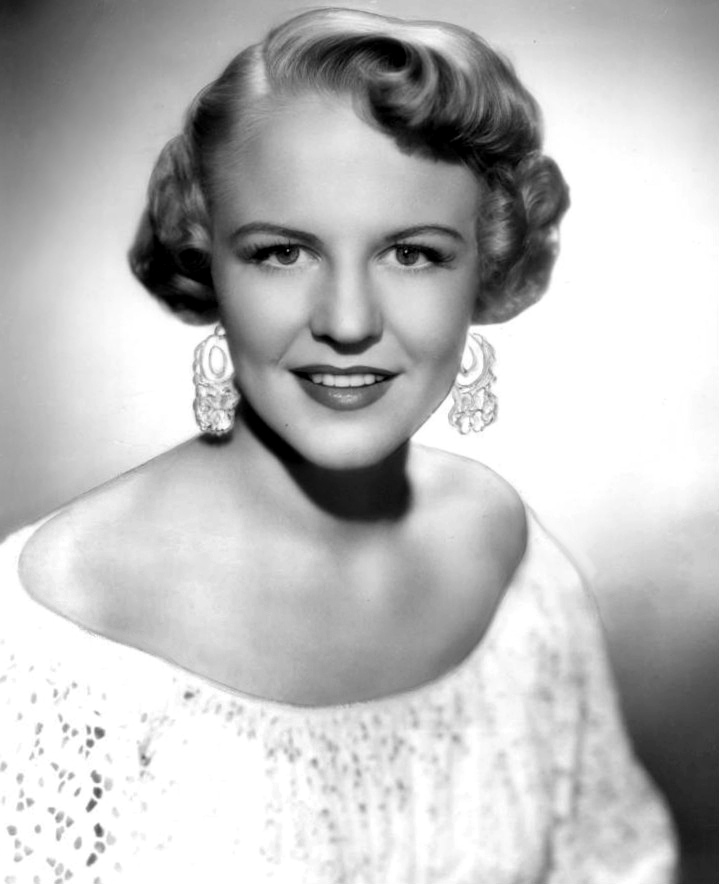
Пеггі Лі
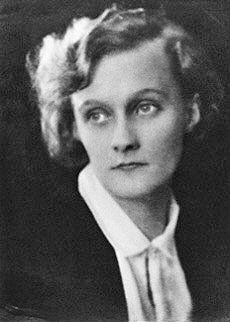
Астрід Ліндґрен

## Лютий
1 лютого — Гільдеґард Кнеф, німецька й американська акторка та співачка (*1925)
2 лютого — Халід Ахтар, пакистанський письменник мовою урду (*1920)
3 лютого — Жульєн Рассам, французький кіноактор (*1968)
4 лютого — Агата Барбара, президент Мальти в 1982—1987 рр. (*1923)
6 лютого — Макс Фердинанд Перуц, англійський біохімік австрійського походження (*1914)
8 лютого — Зізінью, бразильський футболіст (*1922)
9 лютого — Маргарет (принцеса Великої Британії), молодша дочка короля Георга VI, молодша сестра королеви Єлизавети II (*1930)
9 лютого — Але Ахмад Сурур, індійський поет урду, літературний критик і професор (*1911)
10 лютого — Траудль Юнге, особиста секретарка Адольфа Гітлера (*1920)
13 лютого — Вейлон Дженнінгс, американський співак (*1937)
14 лютого — Женев'єв де Голль-Антоньйоз, учасниця французького руху Опору під час Другої світової війни (*1920)
14 лютого — Нандор Хідегкуті, угорський футболіст (*1922)
17 лютого — Ехтешам, бангладешський і пакистанський кінорежисер (*1927)
21 лютого — Джон Тоу, англійський актор (*1942)
22 лютого — Чак Джонс, американський художник-аніматор і режисер (*1912)
22 лютого — Барбара Валентин, австрійська актриса (*1940)
22 лютого — Жонас Савімбі, ангольський політичний і військовий діяч, партизанський лідер (*1934)
28 лютого — Березинська-Шухевич Наталія Романівна, українська громадсько-культурна діячка (*1910)

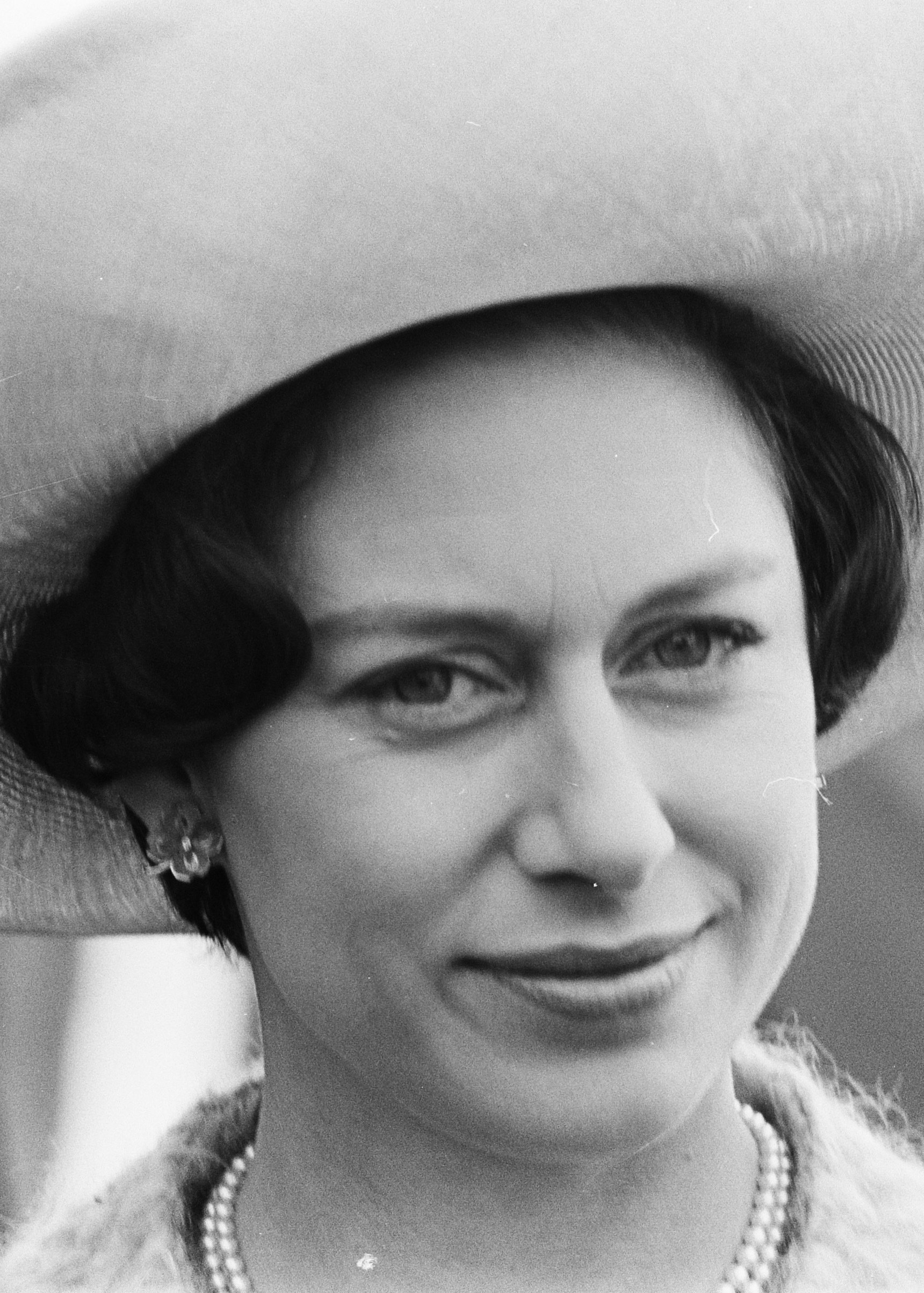
принцеса Маргарет

## Березень
11 березня — Джеймс Тобін, американський економіст, Нобелівська премія з економіки 1981 (*1918)
12 березня — Ганс-Ґеорґ Ґадамер, німецький філософ (*1900)
16 березня — Кармело Бене, італійський актор, режисер, драматург, філософ, письменник і поет (*1937)
20 березня — Хаттаб, чеченський польовий командир (*1969)
24 березня — Сезар Мільштейн, аргентинсько-британський вчений-імунолог, лауреат Нобелівської премії з фізіології або медицини 1984 року (*1927)
27 березня — Дадлі Мур, англійський актор, комік, музикант і композитор (*1935)
27 березня — Мілтон Берл, американський актор-комік (*1908)
27 березня — Біллі Вайлдер, американський кінорежисер і сценарист (*1906)
28 березня — Тікка Хан, пакистанський військовик, причетний до геноциду в Бангладеш (*1915)
30 березня — Єлизавета Боуз-Лайон, королева-консорт Сполученого Королівства у 1936—1952, дружина короля Георга VI, мати королеви Єлизавети II (*1900)

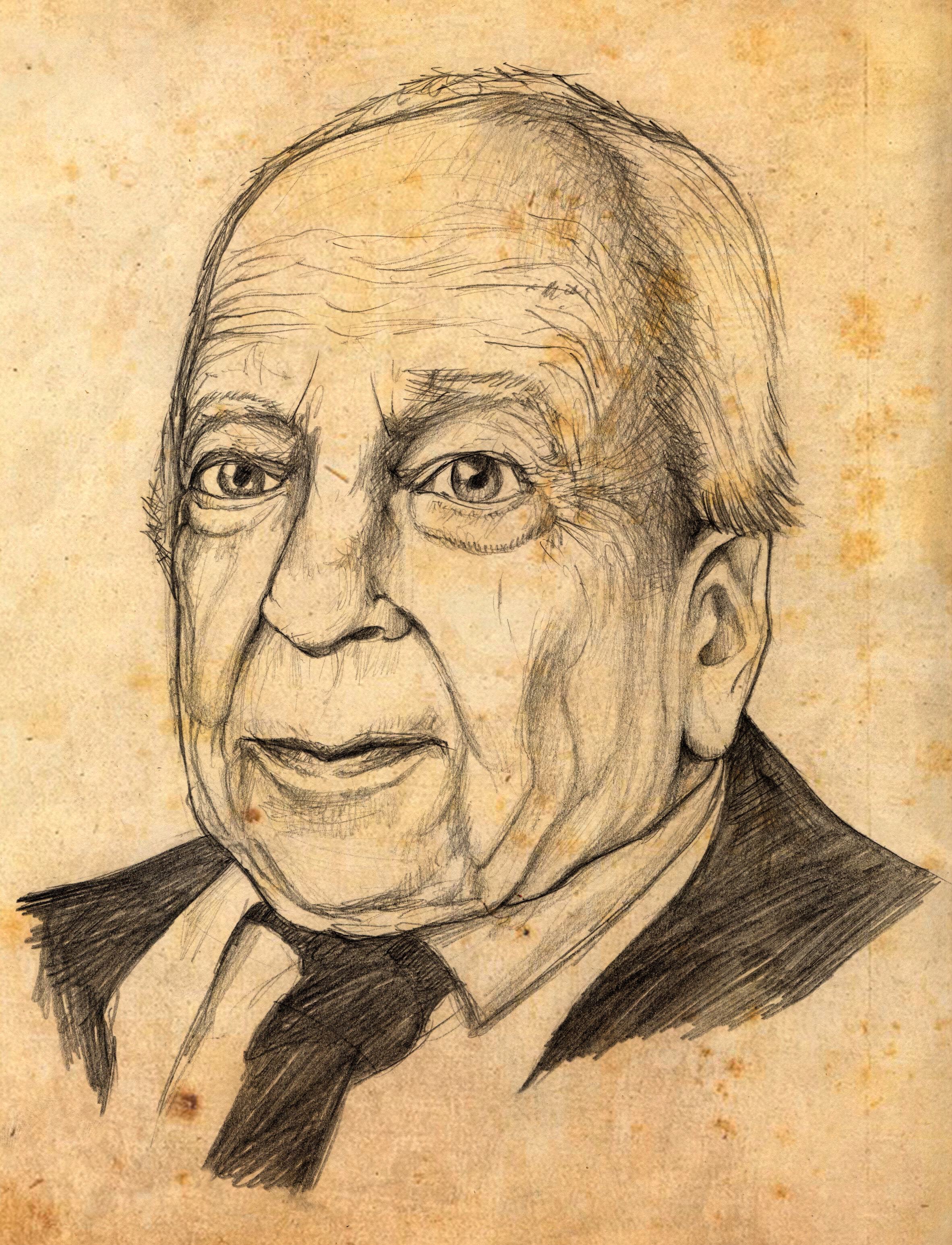
Ганс-Ґеорґ Ґадамер
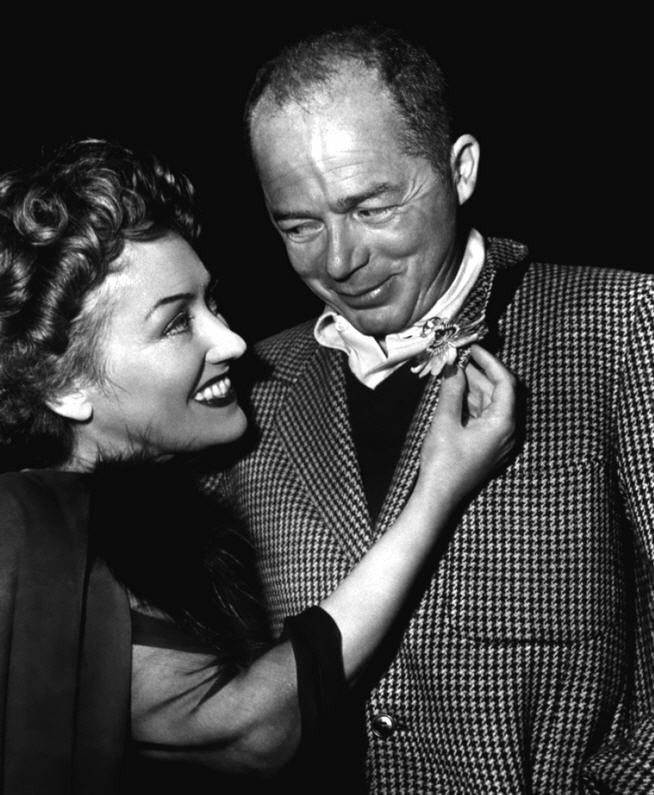
Біллі Вайлдер та Глорія Свонсон
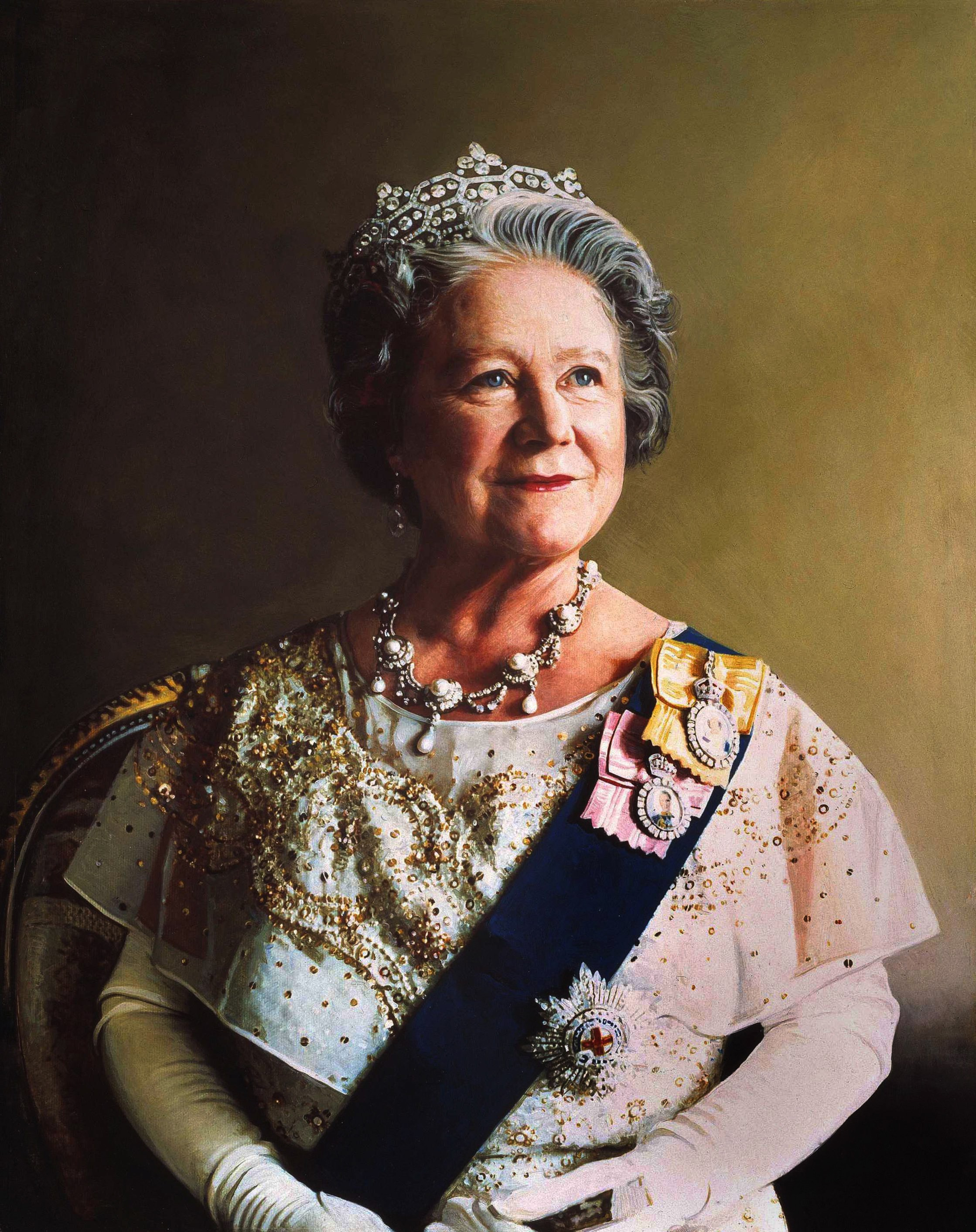
Єлизавета Боуз-Лайон

## Квітень
1 квітня — Сімо Гяюгя, фінський військовий снайпер часів Радянсько-фінської (Зимової) війни 1939—1940 рр., вважається найрезультативнішим снайпером усіх часів (*1905)
2 квітня — Сіґімото Сіґео, японський футболіст (*1926)
5 квітня — Лейн Стейлі, американський музикант (Alice in Chains) (*1967)
6 квітня — Сільвія Дербез, мексиканська актриса (*1932)
7 квітня — Конні Ванденбос, голландська співачка (*1937)
8 квітня — Марія Фелікс, мексиканська акторка, модель (*1914)
12 квітня — Шевельов Юрій Володимирович, українсько-американський славіст-мовознавець німецького походження (*1908)
13 квітня — Алекс Бароні, італійський співак (*1966)
16 квітня — Роберт Уріх, американський актор (*1946)
18 квітня — Тур Хеєрдал, норвезький етнолог та мандрівник (*1914)
22 квітня — Лінда Лавлейс, американська порноакторка, мемуаристка і громадська діячка (*1949)
22 квітня — Віктор Фредерік Вайскопф, американський фізик австрійського походження (*1908)
25 квітня — Ліза Лопес, американська співачка, авторка пісень, танцівниця, реперка, акторка (*1971)
27 квітня — Рут Хендлер, американська підприємиця, засновниця компанії Mattel, авторка ляльки Барбі (*1916)
28 квітня — Лебедь Олександр Іванович, російський державний і військовий діяч (*1950)
29 квітня — Тол Ганссе, нідерландський співак і музикант (*1940)
29 квітня — Аршадул Кадрі, індійський суннітський ісламський учений, письменник і активіст-місіонер (*1925)

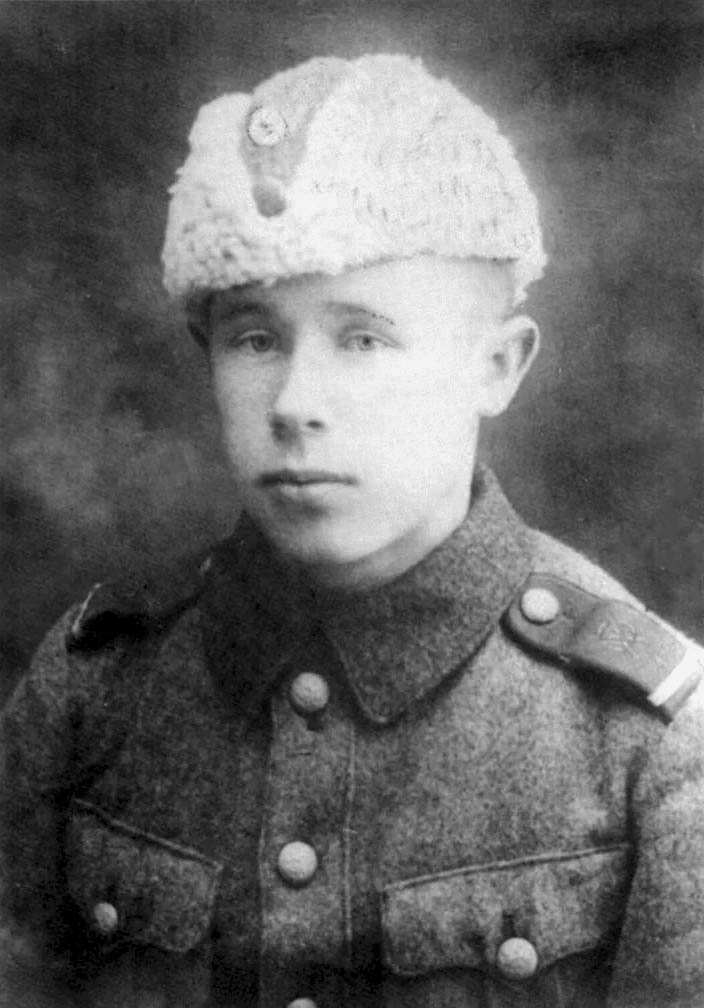
Сімо Гяюгя
Юрій Шевельов
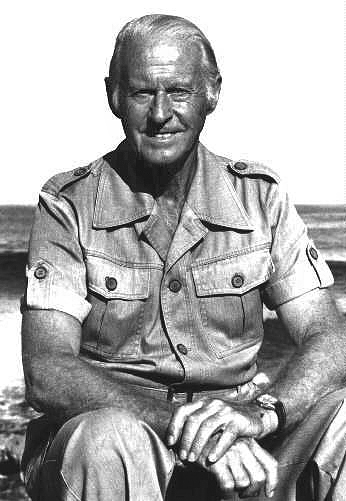
Тур Хеєрдал
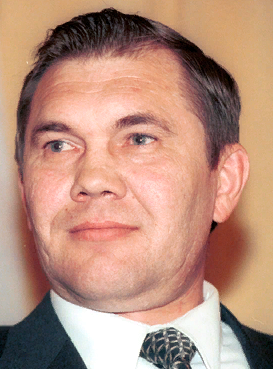
Олександр Лебедь

## Травень
2 травня — Сіхунг Лунг, тайванський актор маньчжурського походження (*1930)
5 травня — Ростоцький Андрій Станіславович, радянський і російський кіноактор, кінорежисер, сценарист, каскадер, постановник трюків, телеведучий (*1957)
5 травня — Уго Бансер, диктатор Болівії з 1971 до 1978 та президент країни з 1997 до 2001 року (*1926)
6 травня — Салех Селім, президент єгипетського спортивного клубу «Аль-Ахлі» (*1930)
6 травня — Броніслав Павлік, польський актор театру, кіно та радіо (*1926)
6 травня — Пім Фортейн, нідерландський політичний діяч (*1948)
7 травня — Міямото Масакацу, японський футболіст (*1938)
8 травня — Ахмед Мазгар, єгипетський актор (*1917)
10 травня — Каїфі Азмі, індійський поет урду (*1919)
11 травня — Турбіна Ніка Георгіївна, українська, згодом російська поетеса (*1974)
13 травня — Лобановський Валерій Васильович, український футболіст та футбольний тренер (*1939)
14 травня — Равшан Джаміль, бангладешська актриса і танцівниця (*1931)
17 травня — Ладіслав Кубала, угорський, чехословацький та іспанський футболіст (*1927)
19 травня — Джон Гортон, австралійський політичний діяч, 19-й Прем'єр-міністр Австралії (*1911)
20 травня — Стівен Гулд, американський палеонтолог, біолог-еволюціоніст та історик науки (*1941)
21 травня — Нікі де Сен Фаль, французько-американська скульпторка, художниця, перформерка та модель (*1930)
24 травня — Сі Чжунсюнь, китайський революційний і політичний діяч, представник першого покоління керівників комуністичного Китаю (*1913)
25 травня — Барт де Грааф, нідерландський телеведучий і автор програм (*1967)
27 травня — Соломін Віталій Мефодійович, радянський і російський актор та режисер театру і кіно (*1941)
28 травня — Девід Паркер Рей, американський злочинець (*1939)
31 травня — Шарварко Борис Георгійович, український режисер фестивалів, концертних програм, театралізованих вистав (*1929)

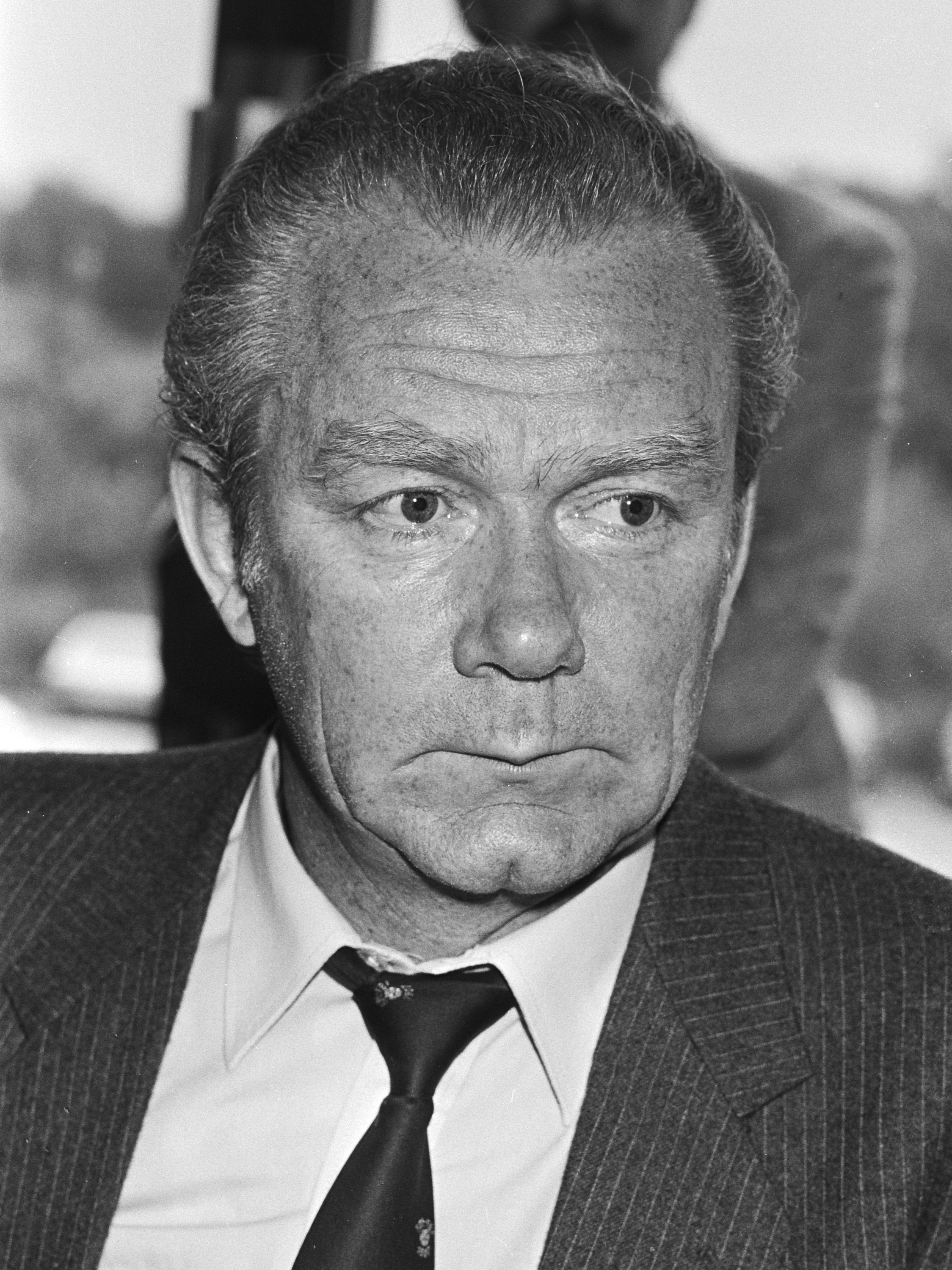
Валерій Лобановський
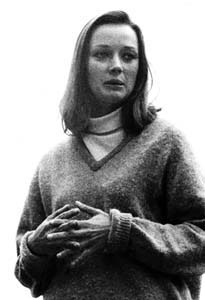
Нікі де Сен Фаль

## Червень

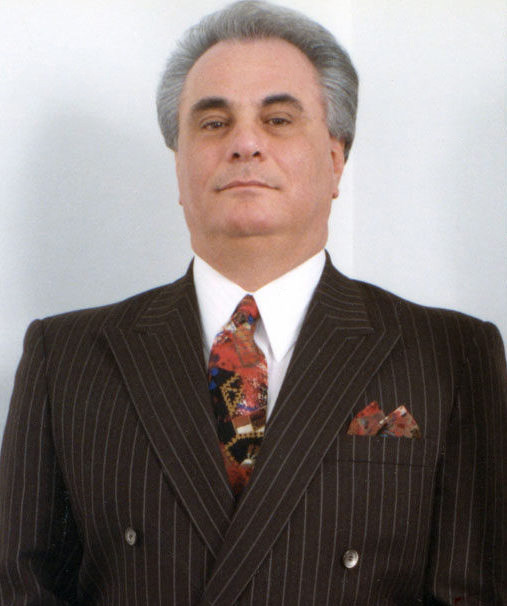
Джон Готті
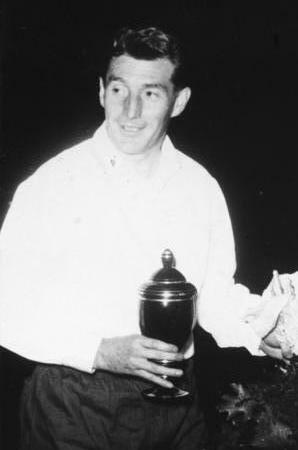
Фріц Вальтер
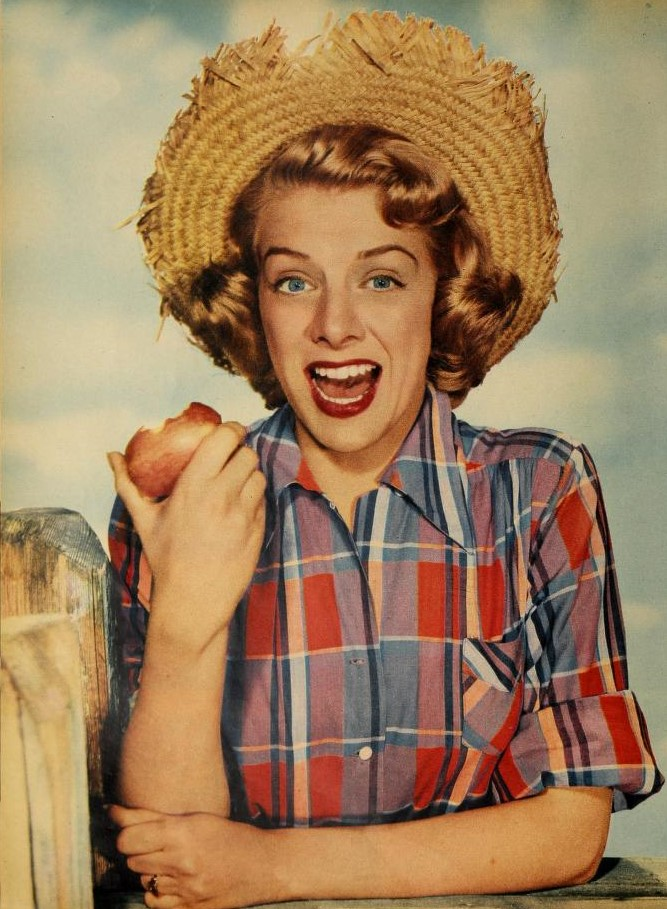
Розмарі Клуні
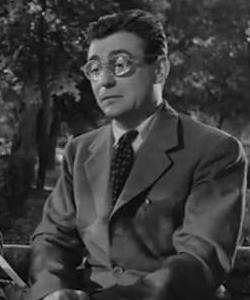
Франсуа Пер'є

4 червня — Фернандо Белаунде Террі, перуанський архітектор і політик, двічі президент країни — у 1963—1968 та 1980—1985 роках (*1912)
5 червня — Ді Ді Рамон, американський музикант (Ramones) (*1951)
5 червня — Ґерета Ігор Петрович, український археолог, мистецтвознавець, історик, поет, викладач і громадсько-політичний діяч (*1938)
7 червня — Б. Д. Джатті, віце-президент Індії з 1974 по 1979 рік (*1912)
7 червня — Ліліан Байльс, друга дружина короля Бельгії Леопольда III (*1916)
9 червня — Ганс Янмаат, нідерландський бізнесмен і політик (*1934)
10 червня — Джон Готті, американський мафіозі, бос сім'ї Гамбіно (*1940)
17 червня — Фріц Вальтер, німецький футболіст (*1920)
18 червня — Ніліма Ібрагім, бангладешський педагог, літератор і соціальна працівниця (*1921)
22 червня — Окада Йосіо, японський футболіст (*1926)
25 червня — Саєд Алі Ахсан, бангладешський поет, письменник і університетський вчений (*1922)
27 червня — Джон Ентвістл, англійський музикант, басист The Who (*1944)
27 червня — Мухаррам Фуад, єгипетський співак і кінозірка (*1934)
29 червня — Розмарі Клуні, американська естрадна співачка та актриса (*1928)
29 червня — Уле-Юган Дал, норвезький інформатик (*1931)
29 червня — Франсуа Пер'є, французький актор (*1919)
- Джон Готті
- Фріц Вальтер
- Розмарі Клуні
- Франсуа Пер'є

## Липень

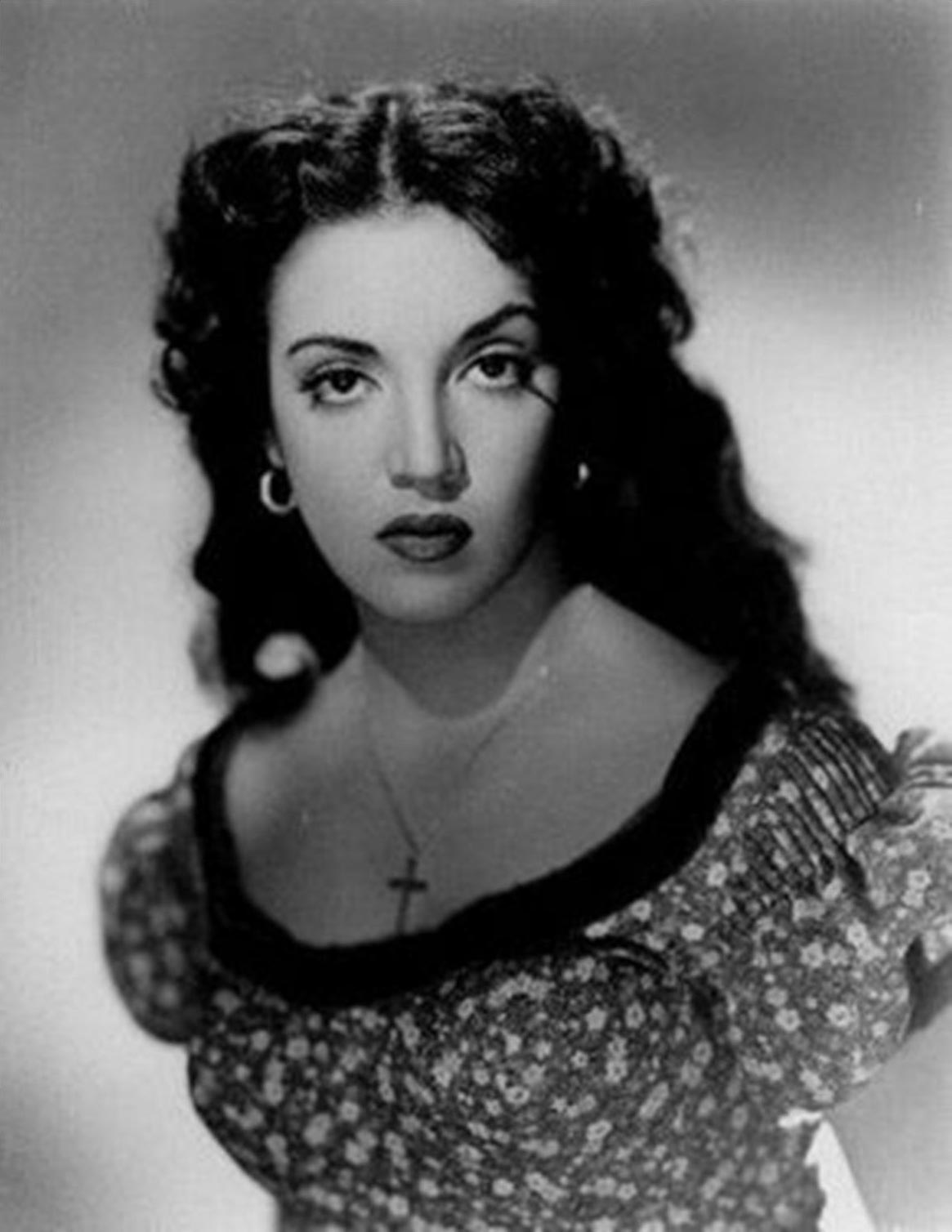
Кеті Хурадо

1 липня — Круг Михайло Володимирович, російський співак (*1962)
1 липня — Аклем Ахтар, впливова коханка пакистанського диктатора Ях'ї Хана (*1931/1932)
4 липня — Лоран Шварц, французький математик, член групи «Бурбакі» (*1915)
5 липня — Кеті Хурадо, мексиканська акторка (*1924)
6 липня — Дгірубгай Амбані, індійський підприємець, засновник компанії Rаnce Industries (*1932)
6 липня — Джон Франкенгаймер, американський режисер (*1930)
9 липня — Род Стайгер, американський актор (*1925)
13 липня — Юсуф Карш, канадський фотограф вірменського походження (*1908)
14 липня — Хоакін Балагер, домініканський державний і політичний діяч, тричі президент Домініканської Республіки (*1906)
17 липня — Йозеф Лунс, голландський політик та дипломат (*1911)
22 липня — Ахмед бін Салман Аль Сауд, член правлячої династії Саудівської Аравії (*1958)
23 липня — Улоф Лаґеркранц, шведський поет, літературознавець і публіцист (*1911)
27 липня — Абдулов Всеволод Осипович, радянський і російський актор театру та кіно, майстер дубляжу (*1942)
28 липня — Арчер Джон Портер Мартін, англійський біохімік і фізико-хімік (*1910)
31 липня — Полін Чан Бо-Лін, гонконгська актриса (*1973)
- Кеті Хурадо

## Серпень
6 серпня — Едсгер Дейкстра, нідерландський науковець у галузі комп'ютерних наук (*1930)
10 серпня — Юджин Одум, американський еколог і зоолог (*1913)
16 серпня — Чекман Михайло Костянтинович, міський голова Хмельницького з 1990 р. (*1946)
19 серпня — Едуардо Чільїда, іспанський скульптор баскського походження (*1924)
19 серпня — Марек Котанський, польський психолог, терапевт (*1942)
23 серпня — Маркевич Богдан Дмитрович, радянський та український футболіст, футбольний тренер (*1925)
24 серпня — Корнеліс ван Гаутен, голландський астроном (*1920)
31 серпня — Фархад Мехрад, іранський співак (*1944)
31 серпня — Лайонел Гемптон, американський джазовий музикант (*1908)
31 серпня — Джордж Портер, англійський фізикохімік, Нобелівська премія з хімії 1967 (*1920)

## Вересень
11 вересня — Кім Гантер, американська акторка (*1922)
18 вересня — Барбара Вінярська, польська актриса (*1952)
20 вересня — Бодров Сергій Сергійович, російський режисер, актор, сценарист (*1971)
24 вересня — Майк Вебстер, гравець в американський футбол (*1952)
30 вересня — Єран Кропп, шведський мандрівник (*1966)

## Жовтень
5 жовтня — Галаса Василь Михайлович, діяч українського національно-визвольного руху (*1920)
6 жовтня — Клаус фон Амсберг, принц-консорт Нідерландів (*1926)
7 жовтня — П'єранджело Бертолі, італійський співак (*1942)
9 жовтня — Ейлін Ворнос, американська серійна вбивця (*1956)
9 жовтня — Ляшко Олександр Павлович, український радянський державний діяч, голова Ради Міністрів УРСР (1972—1987), секретар ЦК КПУ (*1915)
13 жовтня — Іла Мітра, індійська комуністична активістка (*1925)
18 жовтня — Роман Там, гонконгський співак (*1945)
23 жовтня — Євдокименко Анатолій Кирилович, український музикант (*1942)
24 жовтня — Ерман Гавірія, колумбійський футболіст (*1969)
25 жовтня — Річард Гарріс, ірландський актор і музикант (*1930)
25 жовтня — Рене Том, французький математик (*1923)
26 жовтня — Мовсар Бараєв, чеченський польовий командир (*1979)
27 жовтня — Михей (музикант), російський співак, реп-виконавець українського походження (*1970)
28 жовтня — Аннада Шанкар Рей, індійський поет та есеїст бенгальською мовою (*1904)
28 жовтня — Сераджул Хук, бангладешський юрист і політик (*1925)

## Листопад
7 листопада — Рудольф Аугштейн, німецький журналіст, видавець і публіцист (*1923)
8 листопада — Кандиба Іван Олексійович, український правозахисник (*1930)
8 листопада — Джаун Елія, пакистанський поет, філософ, біограф і вчений (*1931)
10 листопада — Саєд Таня Махбуб Тінні, бангладешська модель і актриса (*1977)
13 листопада — Хуан-Альберто Скьяффіно, уругвайський та італійський футболіст (*1925)
14 листопада — Мір Аймал Кансі, пакистанський терорист (*1964)
18 листопада — Джеймс Коберн, американський актор (*1928)
18 листопада — Сейєд Халіл Алінежад, іранський музикант, композитор, духовний лідер (*1958)
21 листопада — Такамадо Норіхіто, член Імператорського дому Японії, двоюрідний брат імператора Акіхіто (*1954)
23 листопада — Боудевейн Бюх, нідерландський письменник, поет і телеведучий (*1948)
24 листопада — Дев'ятаєв Михайло Петрович, льотчик-винищувач періоду німецько-радянської війни (*1917)
24 листопада — Джон Роулз, американський філософ (*1921)
28 листопада — Леннерт Найг, нідерландський поет-пісняр (*1945)
29 листопада — Даніель Гелен, французький актор (*1921)

## Грудень
2 грудня — Іван Ілліч, австрійський філософ і соціальний критик хорватського походження (*1926)
5 грудня — У Не Він, бірманський державний і політичний діяч, генерал, лідер Бірми з 1962 до 1988 (*1911)
12 грудня — Амосов Микола Михайлович, радянський та український лікар російського походження (*1913)
14 грудня — Салман Радуєв, чеченський польовий командир (*1967)
17 грудня — Погорєлов Олексій Васильович, радянський український математик (*1919)
17 грудня — Мухаммад Гамідулла, політмат з народу декані (*1908)
18 грудня — Роман Гнатишин, канадський політик українського походження, 24-й генерал-губернатор Канади (*1934)
20 грудня — Ґроут Ребер, американський радіоінженер (*1911)
22 грудня — Джо Страммер, британський музикант, співак, композитор, актор та автор пісень (*1952)
22 грудня — Сана Гаміль, єгипетська актриса (*1930)
27 грудня — Юсеф Фахр Еддін, єгипетський актор (*1935)
27 грудня — Джордж Рой Гілл, американський кінорежисер (*1921)

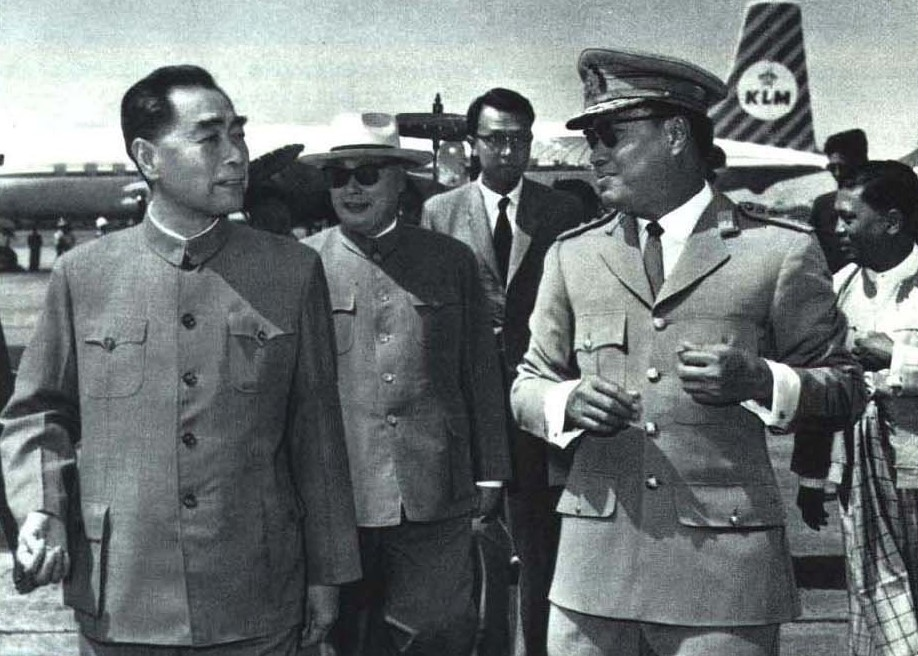
У Не Він (праворуч)
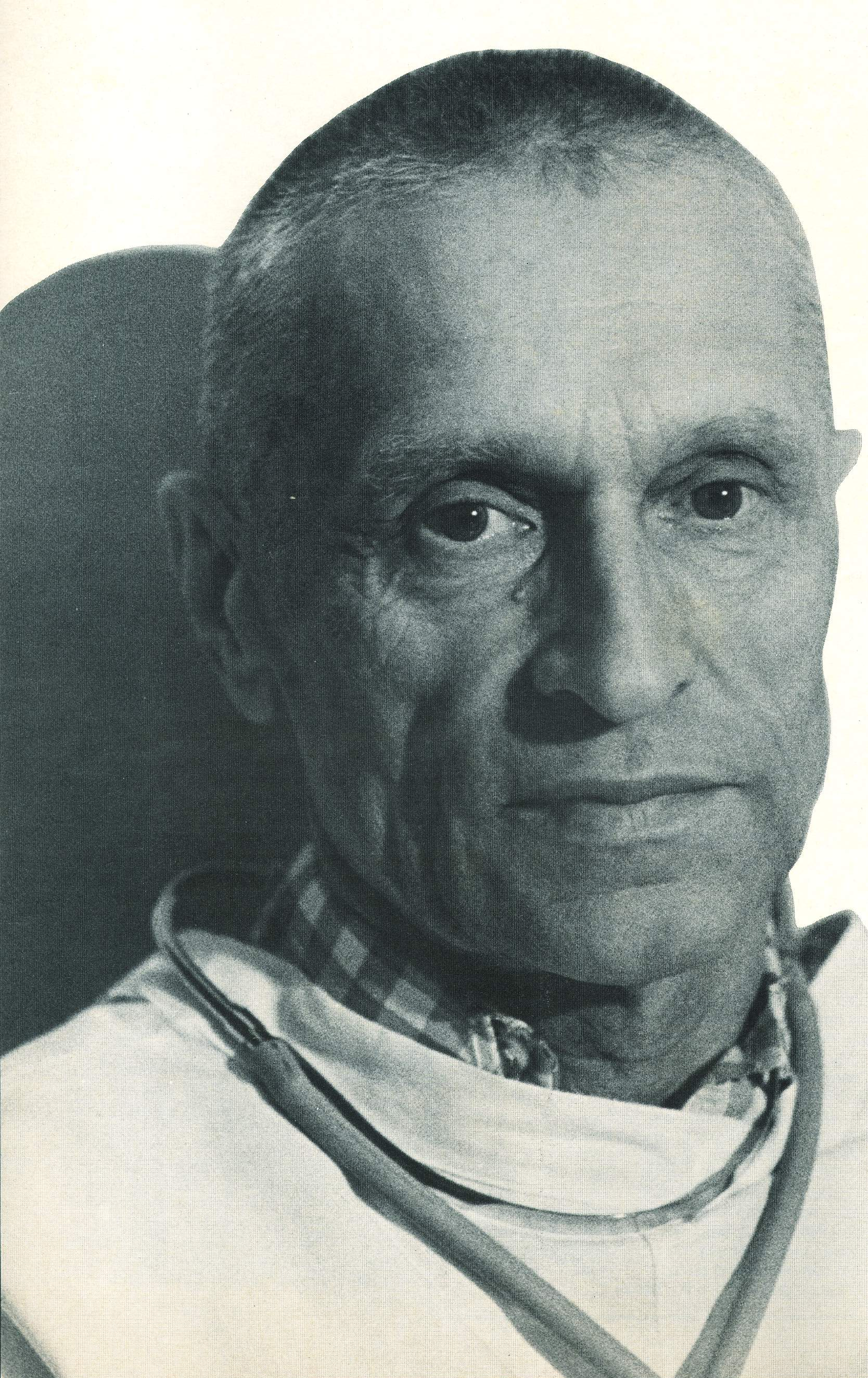
Микола Амосов
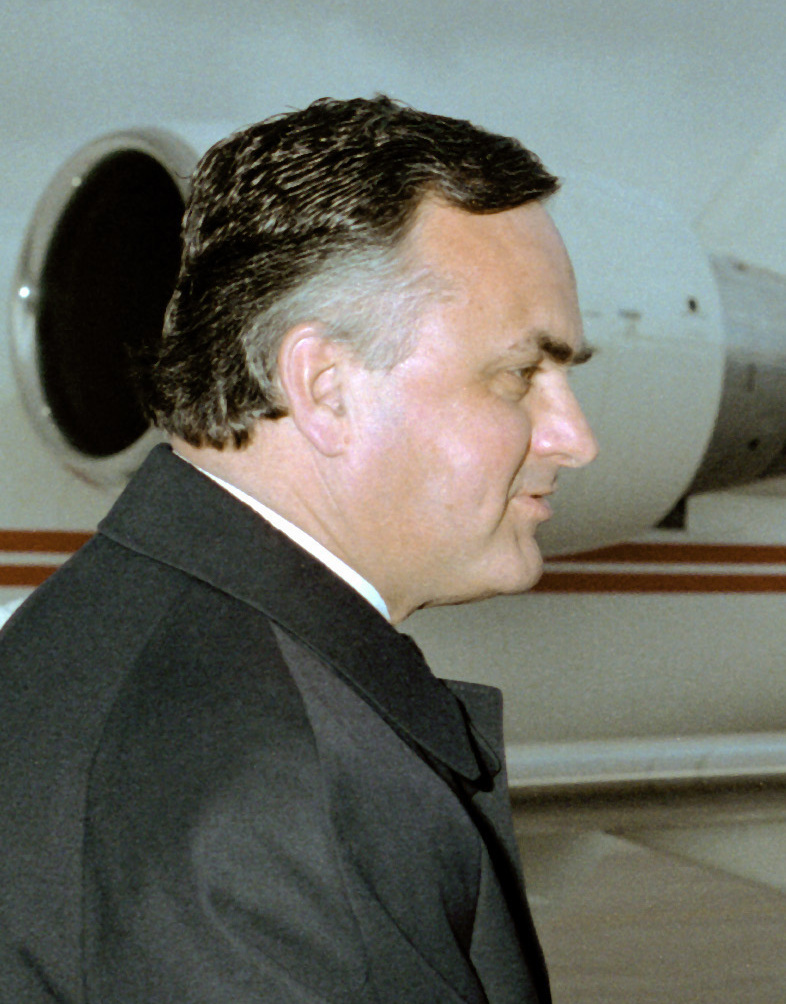
Роман Гнатишин